# مقاطعة بايات (إلينوي)
مقاطعة بايات (بالإنجليزية: Piatt County)‏ هي إحدى المقاطعات في ولاية إلينوي في الولايات المتحدة الأمريكية.

## أعلام
- ريتشارد د. الكسندر